# Cornelius Kipng’eno arap Korir
Cornelius Kipng’eno arap Korir (* 6. Juli 1950 in Segutiet, Bomet County, Kenia; † 30. Oktober 2017 in Eldoret, Uasin Gishu County, Kenia) war ein kenianischer Geistlicher und römisch-katholischer Bischof von Eldoret.

## Leben
Cornelius Kipng’eno arap Korir empfing am 6. November 1982 das Sakrament der Priesterweihe. Nach seelsorgerischer Tätigkeit in Molo, Kituro und Nakuru war er Direktor der Diözesanstelle für Berufungspastoral und Generalvikar.
Am 2. April 1990 wurde er von Papst Johannes Paul II. zum Bischof von Eldoret ernannt. Die Bischofsweihe spendeten ihm am 2. Juni 1990 Jozef Kardinal Tomko, Präfekt der Kongregation für die Evangelisierung der Völker, und die Mitkonsekratoren Maurice Michael Kardinal Otunga, Erzbischof von Nairobi, und sein Vorgänger John Njenga, Erzbischof von Mombasa. 1998 war er in die Gründung des Bistums Kitale eingebunden, für das das Bistum Eldoret Gebietsanteile abtrat.
Korir setzte sich immer wieder für die Einhaltung von Menschenrechten ein, insbesondere im kenianischen Rift Valley, im Kerio Valley und den Unruhen in Kenia 2007/2008. Zudem engagierte er sich für die Förderung von Bildung und Gesundheitsversorgung in seinem Bistum.